# Cheilotrichia (Empeda) fuscostigmata
Cheilotrichia (Empeda) fuscostigmata is een tweevleugelige uit de familie steltmuggen (Limoniidae). De soort komt voor in het Oriëntaals gebied.